# Beatrice Laura Goff
Beatrice Laura Goff (Andover, Estados Unidos; 4 de diciembre de 1903–Condado de Suffolk, Estados Unidos; 26 de marzo de 1998) fue una arqueóloga y biblista estadounidense. Su investigación se centró en el análisis y la interpretación de los patrones cerámicos del antiguo Oriente Próximo y su relación con los símbolos en la literatura y mitología de la época.

## Primeros años y educación
Beatrice Laura Goff nació el 4 de diciembre de 1903 en Andover, Massachusetts. Se matriculó en el Wellesley College, donde se graduó en estudios bíblicos y religiosos en 1928. Después de ello, inició sus estudios de doctorado en la Universidad de Boston. En 1931 estuvo un semestre investigando en Palestina y finalmente en 1933 se doctoró.

## Carrera profesional
Habiendo trabajado como asistente de varios profesores de estudios religiosos, en 1936 fu contratada como investigadora en la Universidad de Yale. Ante la imposibilidad de encontrar un trabajo permanente, continuó estudiando biblioteconomía en la Universidad de Columbia. Fue contratada como profesora adjunta de religión en el Randolph Macon-Woman's College en Lynchburg, Virginia. Después aceptó un puesto como profesora adjunta en el Mount Holyoke Women's College en Massachusetts. Sin embargo renunció antes de que finalizara su contrato dada su desmotivación por la ausencia de becas.
En 1946, Goff fue contratada como directora ejecutiva de YWCA en Springfield, Indiana. Después volvió a Yale como asistente de investigación durante veinte años. Beatrice siguió sus estudios de Acadio, Sumerio y Egipcio y participó en expediciones a Irak en 1958 y Egipto en 1965 y 1966. Publicó sus hallazgos en dos libros: Symbols of Prehistoric Mesopotamia en 1963 y Symbols of Ancient Egypt in the Late Period en 1979. 
A principio de la década de los ochenta, Goff desarrolló problemas de visión y no pudo seguir investigando. Murió el 26 de marzo de 1998 en Suffolk, Massachusetts.